# Archieparquía de Alepo de los sirios
La archieparquía de Alepo de los sirios (en latín: Archieparchia Aleppensis Syrorum y en árabe: أبرشية حلب للسوريين‎) es una circunscripción eclesiástica de la Iglesia católica en Siria. Se trata de una archieparquía siria, inmediatamente sujeta patriarcado de Antioquía de los sirios. Desde el 13 de septiembre de 2001 su archieparca es Denys Antoine Chahda.

## Territorio y organización

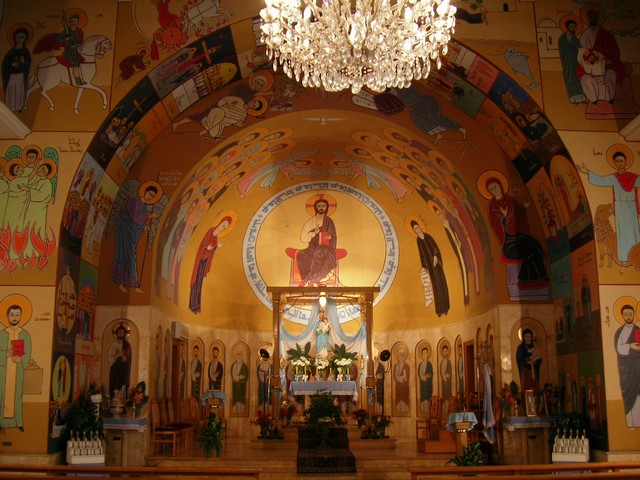
Iglesia de San Efrén el Sirio, en Alepo en 2006

La archieparquía extiende su jurisdicción sobre los fieles católicos de rito antioqueno sirio residentes en el noroeste de Siria (en todo o en parte de las gobernaciones de Alepo, Idlib y Latakia). La archieparquía reclama también jurisdicción sobre la provincia de Hatay en Turquía, que está bajo la jurisdicción del exarcado patriarcal de Turquía. La archieparquía está dentro del territorio propio del patriarcado de Antioquía de los sirios.
La sede de la archieparquía se encuentra en la ciudad de Alepo, en donde se halla la Catedral de Nuestra Señora de la Asunción, consagrada el 16 de mayo de 1970.
En 2020 en la archieparquía existían 4 parroquias:
- Catedral de Nuestra Señora de la Asunción, en Alepo;
- San Efrén el Sirio, en Alepo (construida en 1925 para los exiliados de Edesa);
- Iglesia y santuario de San Asia el Sabio, en Alepo (ya existente antes del siglo XVI, fue la catedral hasta 1970);
- Parroquia de Latakia.

La iglesia de San Pablo en Alejandreta, Turquía, que fue cerrada en 1954 y reabierta en 2010, es señalada en el sitio web de la archieparquía de Alepo de los sirios como perteneciente a su jurisdicción, aunque la utiliza el exarcado patriarcal de Turquía.

## Historia
Una comunidad jacobita en Alepo ha sido atestiguada desde el siglo VI, debido a la presencia de varios obispos contrarios al Concilio de Calcedonia. El primero de los cuales parece haber sido Pedro, quien en 508 hizo suyo un documento monofisita de Severo de Antioquía.
El kan mongol Hulagu tomó y destruyó la ciudad de Alepo en 1260, hasta entonces bajo control de la dinastía ayubí, exterminando a la población jacobita. Una carta del patriarca Philoxen fechada en 1283, dice acerca de la diócesis de Alepo, que estaba completamente desolada, y no hubo mención de los obispos siríacos de Alepo hasta finales del siglo XV.
La primera mención del catolicismo entre los sirios de Alepo se remonta a la misión de Leonard Abel, obispo titular de Sidón, en 1586. 
El explorador italiano Pietro Della Valle, que estuvo en Alepo hacia 1615, mencionó la existencia de la iglesia siríaca de San Asia el Sabio.
En 1649 el obispo jacobita Constantino abrazó la fe católica poco antes de morir, en manos del misionero jesuita Guillaume Godet. Uno de sus hijos espirituales, 'Abdul-Ghal Akhidjan, se convirtió al catolicismo gracias al apostolado de los carmelitas. Se convirtió en obispo de Alepo el 28 de enero de 1659 y en el primer patriarca católico sirio con el nombre de Ignacio Andrea I en 1662. La archieparquía de Alepo fue erigida por el patriarca maronita Bawwab el-Safrawi para Akhidjan el 29 de junio de 1656. El 28 de enero de 1659 el papa Alejandro VII lo confirmó como obispo de Alepo y reconoció el rito sirio jacobita mediante la bula Inter gravissimas. Fue la primera diócesis jacobita en unirse al catolicismo, existiendo en Alepo unos 4000 fieles siríacos, la mayoría conversos al catolicismo.
Fue la primera archieparquía patriarcal a partir del 20 de agosto de 1662 (confirmada por el papa el 23 de abril de 1663) hasta la supresión de la Iglesia en 1701. Restablecida en 1780, volvió a serlo en los períodos 1802-1812, 1828-1851 y 1874-1892. 
Además, hubo seis archieparcas de Alepo que se convirtieron en patriarcas de Antioquía de los sirios.
Según una antigua tradición, que se remonta a principios del siglo XVI, los archieparcas designados para la sede de Alepo de los sirios, cuando no se transfieren desde otro lugar, toman el nombre de Denys.
En 1996 se estableció un seminario menor sirio en Alepo.

## Estadísticas
Según el Anuario Pontificio 2021 la archieparquía tenía a fines de 2020 un total de 8000 fieles bautizados.
| Año                                                                             | Población            | Población | Población      | Sacerdotes | Sacerdotes    | Sacerdotes    | Bautizados por sacerdote | Diáconos permanentes | Religiosos | Religiosos | Parroquias |
| Año                                                                             | Bautizados católicos | Total     | % de católicos | Total      | Clero secular | Clero regular | Bautizados por sacerdote | Diáconos permanentes | Varones    | Mujeres    | Parroquias |
| ------------------------------------------------------------------------------- | -------------------- | --------- | -------------- | ---------- | ------------- | ------------- | ------------------------ | -------------------- | ---------- | ---------- | ---------- |
| 1959                                                                            | 50 000               | 1 000     | 5.0            | 6          | 6             |               | 8333                     |                      |            |            | 5          |
| 1970                                                                            | 8500                 | 1 650 000 | 0.5            | 5          | 5             |               | 1700                     |                      |            |            | 3          |
| 1980                                                                            | 8500                 | ?         | ?              | 9          | 7             | 2             | 944                      |                      | 2          |            | 2          |
| 1990                                                                            | 8750                 | ?         | ?              | 11         | 11            |               | 795                      |                      |            |            | 2          |
| 1999                                                                            | 8800                 | ?         | ?              | 10         | 10            |               | 880                      |                      |            | 4          | 2          |
| 2000                                                                            | 7500                 | ?         | ?              | 6          | 6             |               | 1250                     | 1                    |            | 3          | 2          |
| 2001                                                                            | 8000                 | ?         | ?              | 7          | 7             |               | 1142                     | 2                    |            | 3          | 2          |
| 2002                                                                            | 8000                 | ?         | ?              | 10         | 10            |               | 800                      | 2                    |            | 3          | 2          |
| 2003                                                                            | 8000                 | ?         | ?              | 7          | 7             |               | 1142                     | 2                    |            | 3          | 2          |
| 2004                                                                            | 8000                 | ?         | ?              | 10         | 10            |               | 800                      | 2                    |            | 3          | 2          |
| 2009                                                                            | 8000                 | ?         | ?              | 8          | 8             |               | 1000                     | 1                    |            | 3          | 2          |
| 2012                                                                            | 10 000               | ?         | ?              | 8          | 8             |               | 1250                     | 3                    |            | 3          | 3          |
| 2015                                                                            | 10 000               | ?         | ?              | 4          | 4             |               | 2500                     | 2                    |            |            | 3          |
| 2018                                                                            | 7500                 | ?         | ?              | 3          | 3             |               | 2500                     | 1                    |            |            | 3          |
| 2020                                                                            | 8000                 | ?         | ?              | 4          | 4             |               | 2000                     |                      |            |            | 4          |
| Fuente: Catholic-Hierarchy, que a su vez toma los datos del Anuario Pontificio. |                      |           |                |            |               |               |                          |                      |            |            |            |

## Episcopologio
- Denys André Akhidjan † (29 de enero de 1656-23 de abril de 1663 nombrado Antioquía)
- Denys Benham Mourabbi † (1663-1676 falleció)
- Denys Amin Kahn Risqallah † (4 de abril de 1678-18 de noviembre de 1701 falleció)
- Denys Choukrallah Sanyye †
- Denys Bichara Jazargi † (?-1759 falleció)
- Denys Michel Jarweh † (19 de julio de 1780[6] -15 de diciembre de 1783 nombrado patriarca de Antioquía)
  - Sede patriarcal (1802-1812)
- Michel Dahrer † (1812-1816 falleció)
- Denys Michel Hardaya † (1817-6 de enero de 1827falleció)
  - Sede patriarcal (1828-1851)
- Denys Joseph Hayek † (18 de abril de 1854-1862 renunció)[7]
- Denys Giwargis Chelhot † (7 de enero de 1862-21 de diciembre de 1874 confirmado patriarca de Antioquía)
  - Sede patriarcal (1874-1892)
- Denys Ephrem Rahmani † (1 de mayo de 1894-28 de noviembre de 1898 confirmado patriarca de Antioquía)
  - Sede vacante (1898-1903)
- Denys Efrem Naqqaché † (5 de abril de 1903-13 de marzo de 1920 falleció)
- Abdul-Ahad Dawood Tappouni † (24 de febrero de 1921-15 de julio de 1929 confirmado patriarca de Antioquía)
- Denys Habib Naassani † (13 de marzo de 1933-29 de abril de 1949 falleció)
- Denys Pietro Hindié † (5 de agosto de 1949-5 de marzo de 1959 falleció)
- Antun Hayek † (27 de mayo de 1959-20 de marzo de 1968 elegido patriarca de Antioquía)
- Denys Philippe Beilouné † (19 de agosto de 1968-22 de diciembre de 1990 falleció)
- Denys Raboula Antoine Beylouni (1 de junio de 1991-16 de septiembre de 2000nominato obispo de curia del Antioquía[nota 1])
- Denys Antoine Chahda, desde el 13 de septiembre de 2001